# 北須磨ドライビングスクール
北須磨ドライビングスクール（きたすまドライビングスクール）は、株式会社EICが運営する神戸市須磨区にある兵庫県公安委員会の指定自動車教習所である。
以前は須磨浦自動車学院（すまうらじどうしゃがくいん）だったが、2006年に改称ののち改装して現在に至る。

キャッチコピーは『安心、親切、丁寧で心のふれあいを大切にする北須磨ドライビングスクール』

## 所在地
〒654-0111
兵庫県神戸市須磨区車字梨川750

## 取り扱い免許
四輪免許、二輪免許を取り扱っている。

### 四輪
- 普通一種（AT、MT)
- AT限定解除

### 二輪
- 大型自動二輪（AT、MT)
- 普通自動二輪（AT、MT)
- 小型自動二輪（AT、MT)

## オプションコース
一般のコースに加え、以下のオプションを有料でつけることにより、免許取得期間を縮めることが可能。（但し、検定不合格などの場合はこの限りではない。）
- サポートA

AT車最短15日、MT車最短16日で免許取得を目指すもの。
- サポートS

教習生の予定をあらかじめ知らせた上で、最短スケジュールをスクールが作成するもの。一般の教習生に必要な予約を取る必要がなく、サポートBよりも短い期間で卒業できる。
- サポートB

教習生の予定をあらかじめ知らせておくことで、スクール側で教習スケジュールを管理するもの。一般の教習生に必要な予約を取る必要がない。

## 設備

### 教習車
四輪AT車はマツダアクセラ
　　MT車はマツダ教習車

### 託児室（予約制）
兵庫県下の学校としては珍しく託児室を導入しており、教習中や、オプション（有料）加入により日中の託児も可能である。